# Jocelyn Flores (canción)
«Jocelyn Flores» es una canción escrita y producida por el rapero estadounidense XXXTENTACION para su álbum 17 (2017). Fue producida por Potsu y sonó en la radio por primera vez el 31 de octubre de 2017, como segundo sencillo del álbum. La canción está dedicada a Jocelyn Flores, una modelo que se suicidó.

## Antecedentes
La canción está dedicada a Jocelyn Amparo Flores, una joven de 16 años originaria de El Bronx que luego se mudó a Cleveland, Ohio. Voló a Florida para encontrarse con XXXTentacion y luego se suicidó durante sus vacaciones el 14 de mayo de 2017. La vida y la muerte de Flores han sido objeto de rumores y desinformación, algo que fue abordado en septiembre de 2018 en un artículo de The Daily Beast.
XXXTentacion se enamoró de Flores después de ver sus fotografías en Twitter y se comunicó por primera vez con ella el 1 de mayo de 2017. La invitó a su finca de Florida y la contrató como modelo para su línea de ropa "Revenge" y los primeros informes afirman erróneamente que ella ya era modelo y llegó a Florida únicamente por trabajo, pero que no había hecho ese trabajo anteriormente. Otra chica también se estaba quedando con el rapero, y mientras él asistía al baile de graduación de su primo, allanaron una bolsa que contenía $7000 en efectivo; culpando así a Jocelyn. Preocupado de que la tensión entre los dos invitados terminara en violencia, XXXTentacion expulsó a ambas niñas de su casa y rescindió la oferta de que Flores modelara para él; se registró en el Hampton Inn en Coconut Creek poco antes de la medianoche. Fue encontrada muerta por la mañana.
XXXTentacion también le dedicó la canción «Revenge» a Flores poco después de su muerte.

## Composición
La canción se basa en una muestra de la canción de la productora Potsu «I'm Closing My Eyes», que incluye voces de Shiloh Dynasty.

## Rendimiento comercial
«Jocelyn Flores» entró en el número 31 en el Billboard Hot 100 de Estados Unidos y finalmente alcanzó el puesto número 19 después de su muerte. Debutó en el número 56 en la lista de sencillos del Reino Unido, vendiendo 5998 unidades, incluidas ventas y transmisiones. La canción también ingresó en el número 14 en la lista de R&B del Reino Unido y en el número dos en la lista independiente del Reino Unido.

## Personal
- XXXTENTACION – artista principal, compositor, rapero, trapero
- Shiloh Dynasty – vocales
- Potsu – productor
- Jon FX – ingeniero de mezcla
- Koen Heldens – ingeniero de masterización

## Posicionamiento en listas

### Semanales
| Lista (2017-2018)                           | Mejor posición |
| ------------------------------------------- | -------------- |
| Australia (ARIA)                            | 8              |
| Austria (Ö3 Austria Top 40)                 | 24             |
| Bélgica (Flandes) (Ultratip Bubbling Under) | 10             |
| Bélgica (Valonia) (Ultratip Bubbling Under) | 17             |
| Canadá (Canadian Hot 100)                   | 14             |
| Dinamarca (Tracklisten)                     | 14             |
| España (Promusicae)                         | 51             |
| Escocia (OCC)                               | 60             |
| Estados Unidos (Billboard Hot 100)          | 19             |
| Estados Unidos (Hot R&B/Hip-Hop Songs)      | 13             |
| Finlandia (OFC)                             | 15             |
| Francia (SNEP)                              | 38             |
| Hungría (Stream Top 40)                     | 20             |
| Irlanda (IRMA)                              | 22             |
| Nueva Zelanda (Recorded Music NZ)           | 4              |
| Noruega (VG-lista)                          | 10             |
| Suecia (Sverigetopplistan)                  | 7              |
| Suiza (Schweizer Hitparade)                 | 21             |
| Reino Unido (UK Singles Chart)              | 39             |
| Reino Unido (UK Indie Chart)                | 2              |
| Reino Unido (UK R&B Chart)                  | 14             |

### Fin de año
| Lista (2017)                                     | Posición |
| ------------------------------------------------ | -------- |
| Estados Unidos Hot R&B/Hip-Hop Songs (Billboard) | 75       |

| Lista (2018)                      | Posición |
| --------------------------------- | -------- |
| Dinamarca (Tracklisten)           | 74       |
| Francia (SNEP)                    | 198      |
| Nueva Zelanda (Recorded Music NZ) | 43       |
| Suecia (Sverigetopplistan)        | 61       |

## Certificaciones
| País           | Organismo certificador | Certificación | Ventas certificadas | Ref.   |
| -------------- | ---------------------- | ------------- | ------------------- | ------ |
| Alemania       | BVMI                   | Platino       | 400 000             | [ 31 ] |
| Dinamarca      | IFPI Dinamarca         | 2× platino    | 180 000             | [ 32 ] |
| Estados Unidos | RIAA                   | 8× Platino    | 8 000               | [ 33 ] |
| Francia        | SNEP                   | Diamante      | 333                 | [ 34 ] |
| Italia         | FIMI                   | 2× Platino    | 140 000             | [ 35 ] |
| Nueva Zelanda  | RIANZ                  | Platino       | 30 000              | [ 36 ] |
| Reino Unido    | BPI                    | 2× Platino    | 1 200 000           | [ 37 ] |
| Streaming      |                        |               |                     |        |
| Grecia         | (IFPI Grecia)          | 2× Platino    | 4 000               | [ 38 ] |